# Gare d'Envermeu
La gare d'Envermeu est une ancienne gare ferroviaire française, située sur le territoire de la commune d'Envermeu, dans le département de la Seine-Maritime, en région Normandie.
Elle fut mise en service en 1885 par les CF de l'Ouest, avant d'être fermée au cours de la seconde moitié XXe siècle par la SNCF.
Avec une ligne (à écartement standard) du réseau national et une ligne secondaire (à écartement métrique) départementale, elle constituait un nœud ferroviaire local. Ainsi, elle était la plus importante des gares intermédiaires de la ligne de Rouxmesnil à Eu.

## Situation ferroviaire
Établie à 52 mètres d'altitude, la gare d'Envermeu est située au point kilométrique (PK) 15,3 de la ligne de Rouxmesnil à Eu — surnommée ligne d'Eu à Dieppe — (à voie unique et normale), après un passage à niveau manuel, entre les gares fermées de Sauchay - Bellengreville et de Saint-Quentin - Bailly-en-Rivière. Cette ligne, qui disposait en gare de trois voies et de deux quais (un latéral et un central), est désormais partiellement déclassée ; sa section au-delà d'Envermeu est ainsi intégrée dans l'embranchement particulier (EP) de la centrale nucléaire de Penly.
La gare était également l'aboutissement de la ligne d'Aumale à Envermeu (à voie unique et métrique, ce prolongement du chemin de fer secondaire d'Amiens à Aumale est désormais totalement déclassé et déferré), en étant ainsi située après la halte fermée de Douvrendelle. Cette ligne disposait en gare d'une voie à quai et d'une remise.

## Histoire
La gare a été mise en service à l'ouverture de la ligne de Rouxmesnil à Eu par la Compagnie des chemins de fer de l'Ouest (CF de l'Ouest), soit le 22 août 1885. Elle a intégré à sa création, le 1er janvier 1909, le réseau de l'Administration des chemins de fer de l'État ; puis celui de la Société nationale des chemins de fer français (SNCF), le 1er janvier 1938. Cette dernière a fermé la ligne au trafic voyageurs le 2 octobre de la même année. En 1957, la gare disposait de 5 voies de service et desservait un EP. Elle a finalement été fermée au trafic fret (et donc à tout trafic ferroviaire) en 1959.
En parallèle, elle fut le terminus de la ligne d'Aumale à Envermeu — prolongement de celle d'Amiens à Aumale —, mise en service le 19 novembre 1906 puis fermée en 1940 aux voyageurs et en 1947 au fret, par les Chemins de fer départementaux de la Somme (concédés à la Société générale des chemins de fer économiques). Cette desserte était particulière, puisque que l'ensemble de cette ligne est situé en Seine-Inférieure.
Lors du raid de Dieppe (le 19 août 1942), les soldats canadiens faits prisonniers ont transité par la gare.

## Patrimoine ferroviaire
L'ancien bâtiments voyageurs, revendu à un particulier, est devenu une habitation. En outre, un quai subsiste.

## Service des voyageurs
Envermeu est, de fait, fermée à tout trafic.
Néanmoins, la ligne 67 du réseau d'autocars conventionnés de la Seine-Maritime dessert la ville. Elle permet d'atteindre la gare routière de Dieppe (voisine de sa gare ferroviaire).